# Tomislav Prosen

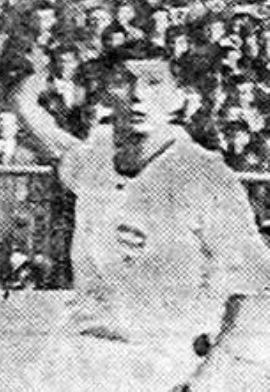
Tomislav Prosen (1968)

Tomislav Prosen (Sisak, 24 december 1943) is een voormalig voetballer uit Joegoslavië, tegenwoordig uit Slovenië, die als aanvaller speelde.
Prosen begon zijn loopbaan bij HNK Segesta Sisak en ging in 1961 naar NK Maribor. Voor Maribor speelde hij 363 wedstrijden waarin hij 82 doelpunten maakte. Hij is nog steeds de speler met het hoogste aantal gespeelde wedstrijden voor Maribor. In de zomer van 1971 ging hij naar Nederland waar hij voor N.E.C. in de Eredivisie ging spelen. Na slechts vier wedstrijden waarin hij niet scoorde keerde hij terug naar Maribor. In 1976 ging hij naar Olimpija Ljubljana waarna hij zijn loopbaan in 1979 beëindigde bij Maribor. In 1968 was hij gastspeler bij Rode Ster Belgrado tijdens de gewonnen Mitropa Cupfinale.